# سانتیاگو تیانگوایستنکو
سانتیاگو تیانگوایستنکو (به اسپانیایی: Santiago Tianguistenco) یک منطقهٔ مسکونی در مکزیک است که در ایالت مخیکو واقع شده‌است. سانتیاگو تیانگوایستنکو ۱۲۱٫۵۳ کیلومتر مربع مساحت و ۶۴٬۳۶۵ نفر جمعیت دارد و ۲٬۶۲۰ متر بالاتر از سطح دریا واقع شده‌است.